# 1874 en Belgique
Chronologie de la Belgique
- 1870
- 1871
- 1872
- 1873
- 1874
- 1875
- 1876
- 1877
- 1878

Cette page recense des événements qui se sont produits durant l'année 1874 en Belgique.

## Chronologie
- 1er juin : mise en service de la ligne de chemin de fer directe de Bruxelles à Charleroi. Ouverture de la gare de Nivelles-Est.
- 9 juin : élections législatives partielles (en). Victoire du Parti catholique.

## Culture

### Architecture

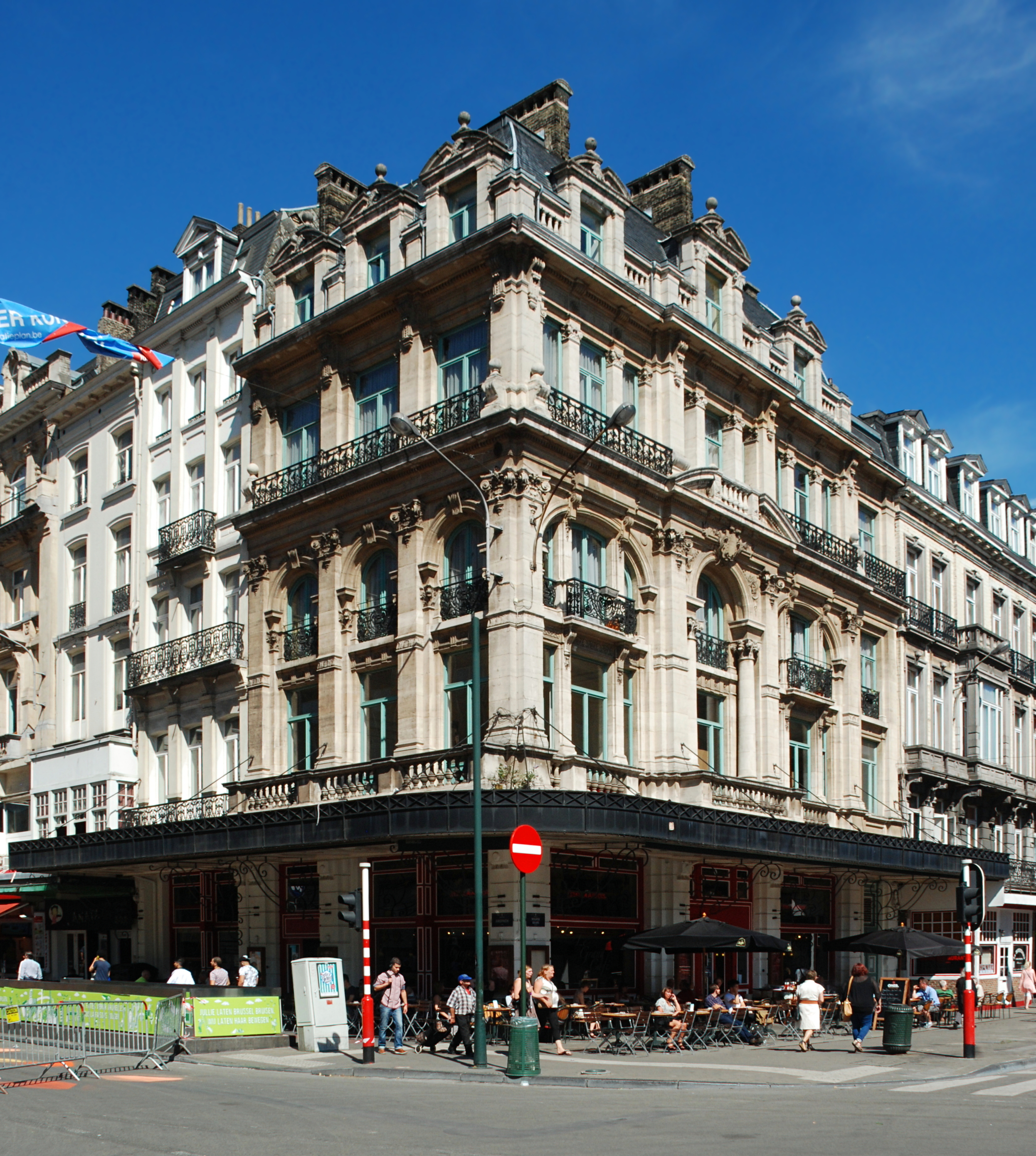
Café de la Bourse
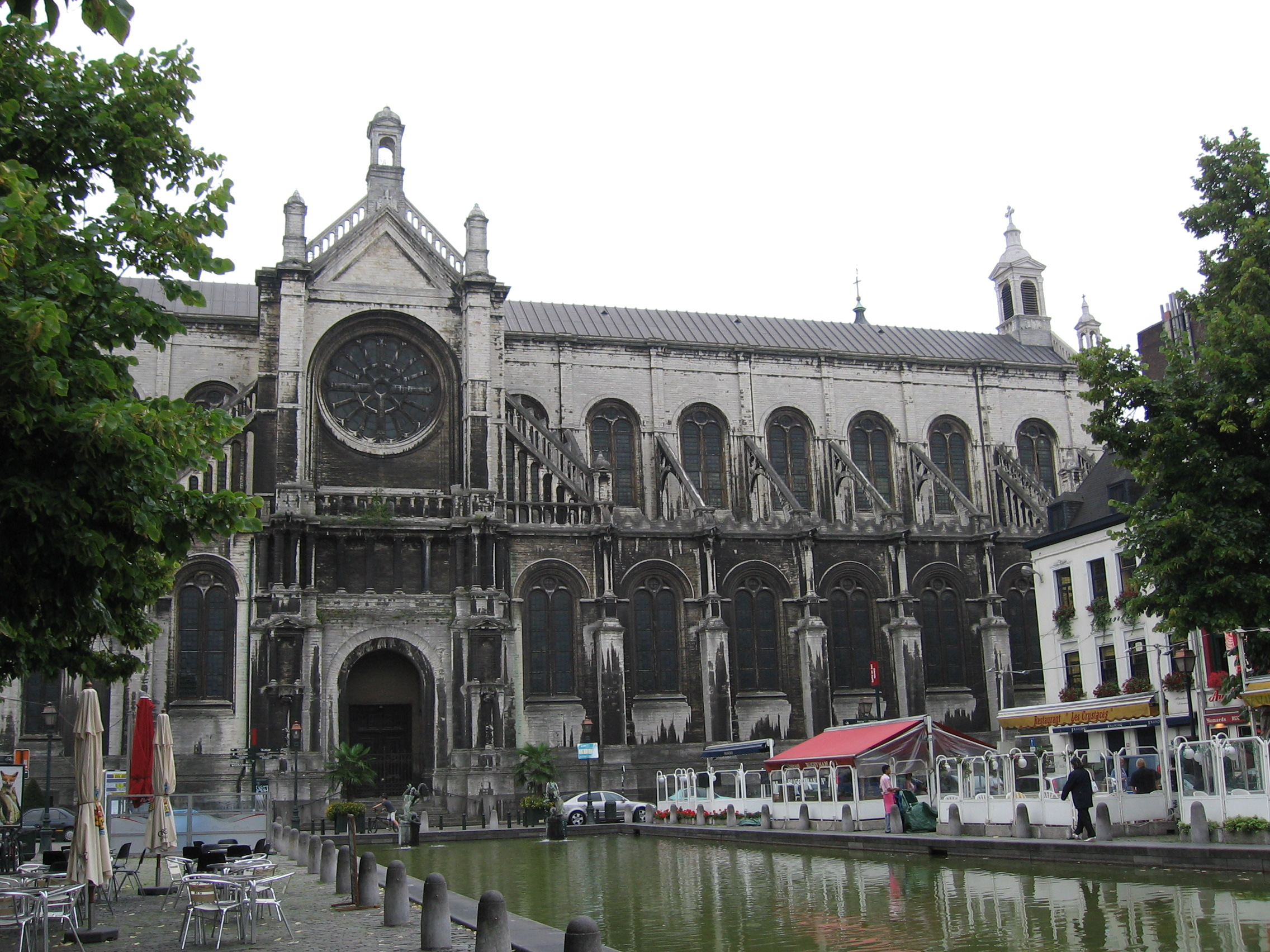
Église Sainte-Catherine de Bruxelles
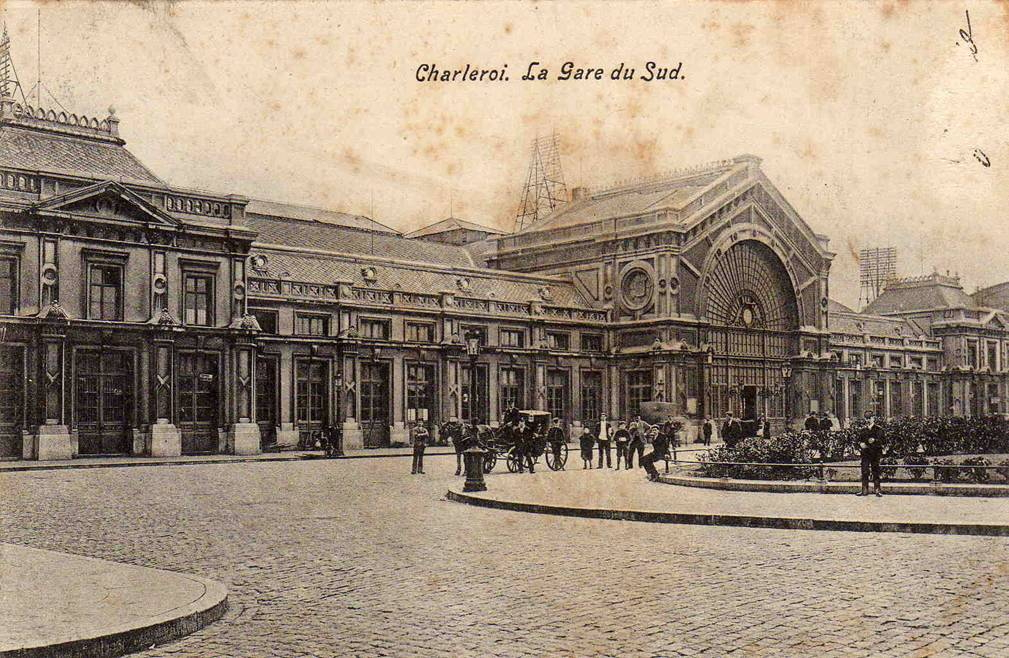
Gare de Charleroi-Sud
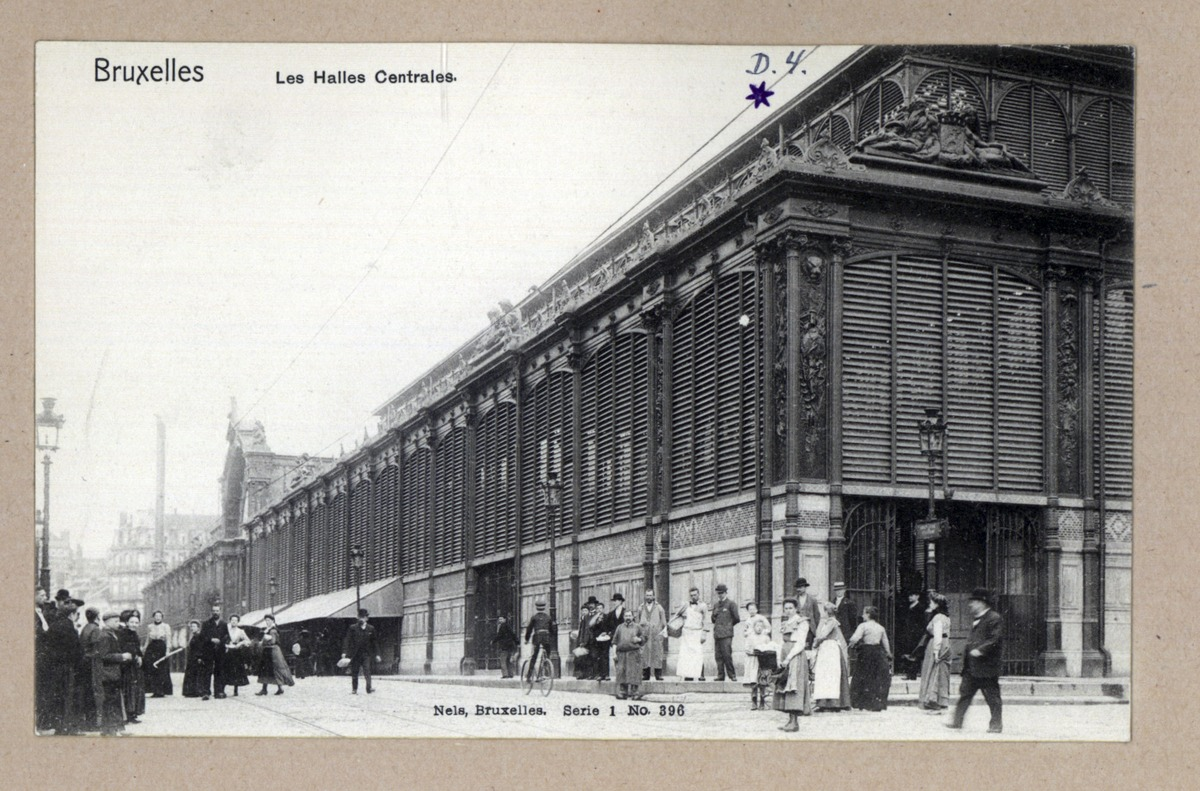
Halles centrales de Bruxelles (nl)
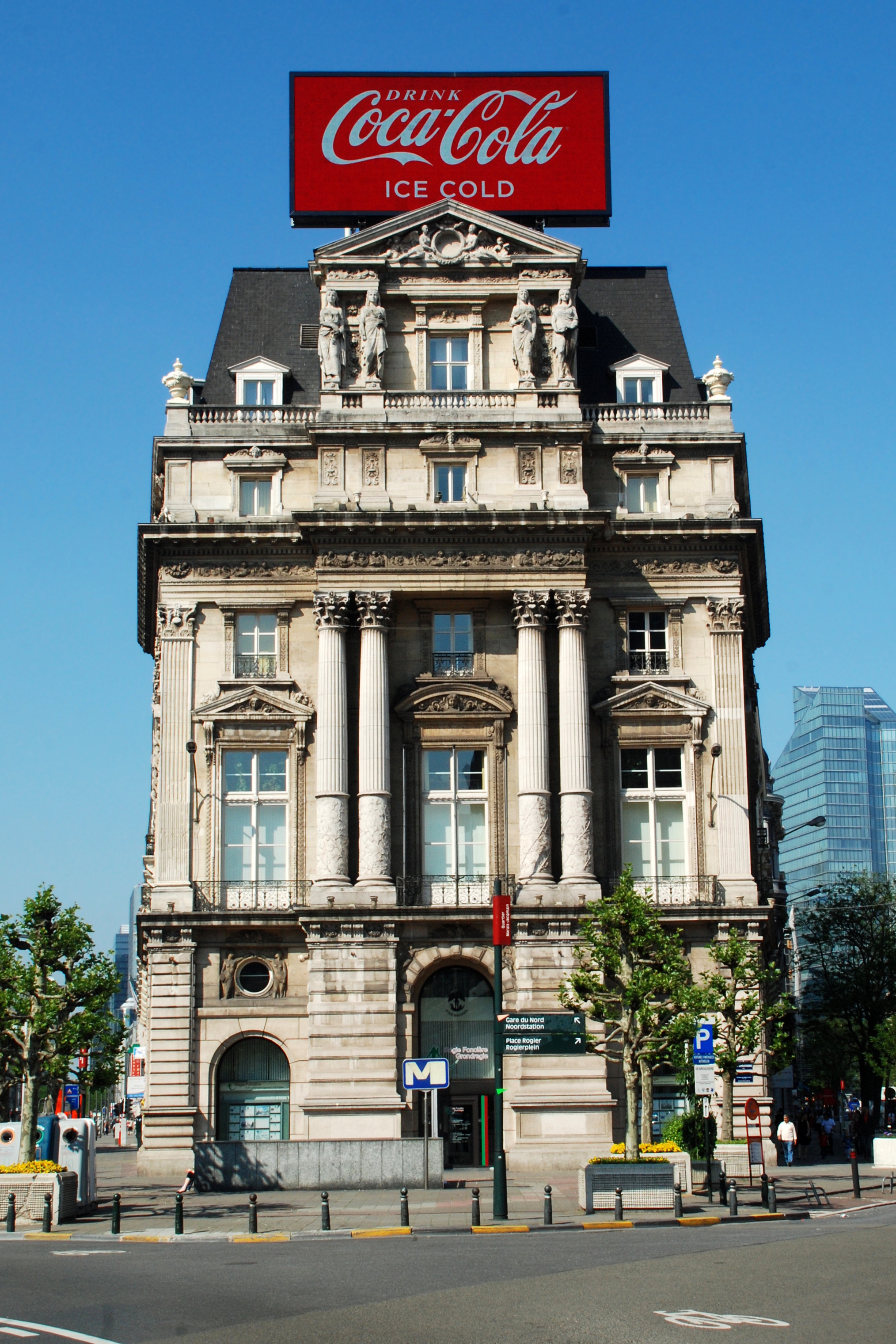
Hôtel Continental

### Arts
- du 30 août au 18 octobre, Salon de Gand.

#### Peinture

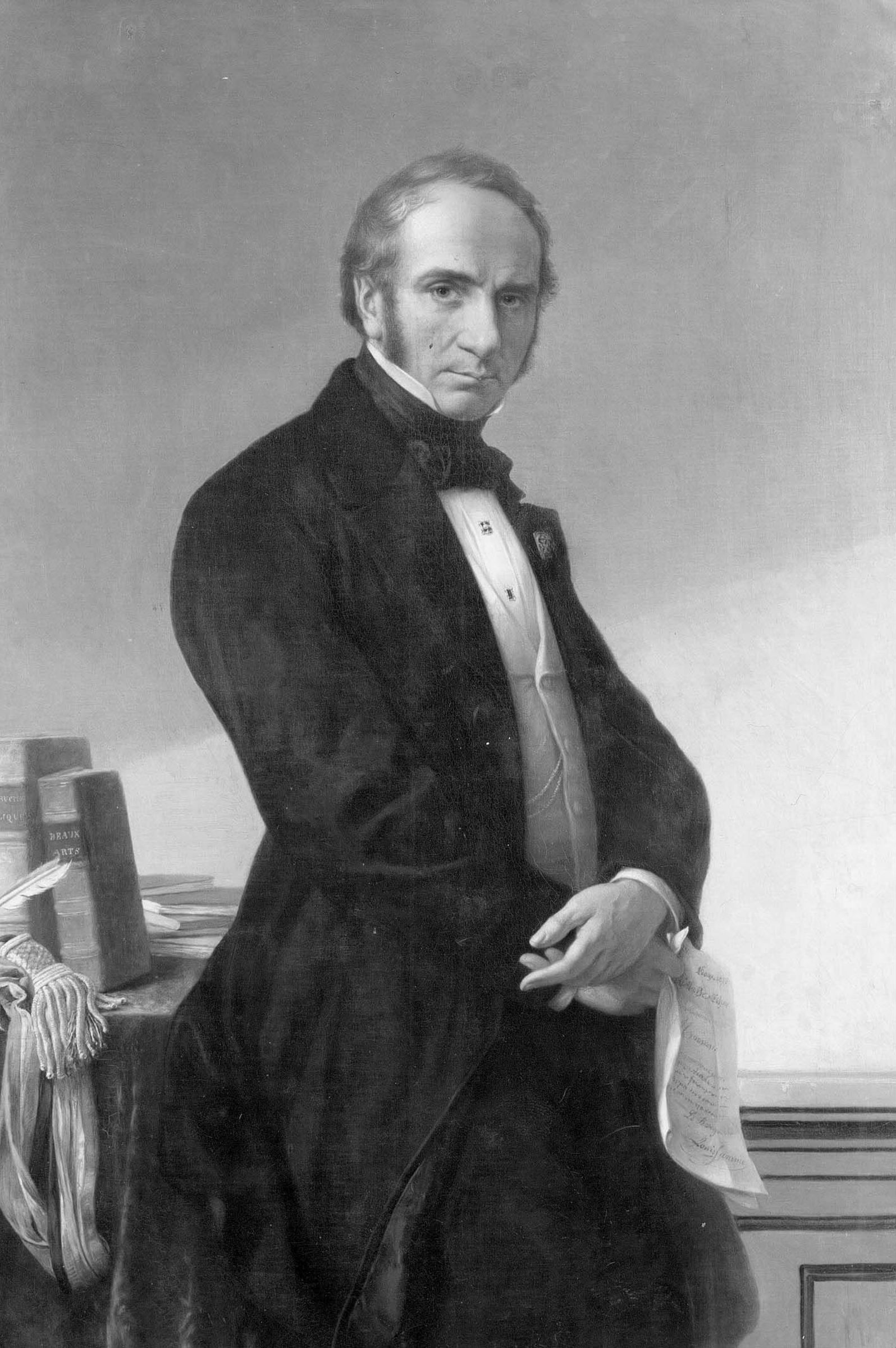
Portrait de Louis Jamme (Auguste Chauvin).

## Naissances
- 13 janvier : Joseph-Ernest Van Roey, cardinal († 6 août 1961).
- 19 avril : Firmin Baes, peintre († 4 décembre 1943).

## Décès
- 17 février : Adolphe Quetelet, mathématicien (° 22 février 1796).
- 23 mai : Sylvain Van de Weyer, homme politique (° 19 janvier 1802).
- 4 juillet : Hippolyte Boulenger, peintre (° 3 décembre 1837).
- 21 août : Barthélémy de Theux de Meylandt, homme politique (° 26 février 1794).
- 7 septembre :  Willem de Mol, compositeur (° 1er mars 1846).
- 6 décembre : Gustave Wappers, peintre (° 23 août 1803).